# 大气电学
大气电学（英語：Atmospheric electricity）研究的是地球（也包括其它星球）大气中电磁场的变化规律。地表、电离层以及大气组成全球电路。大气电学是一个交叉性学科。